# Дільнична станція
Дільнична станція — роздільний пункт, призначений для обробки транзитних вантажних і пасажирських поїздів, виконання маневрових операцій з розформування-формування збірних і дільничних поїздів, обслуговування під'їзних колій. Пункт зміни локомотивів та локомотивних бригад.
При паровозній тязі дільничні станції обмежували оборот локомотивів, які визначали часом безперервної роботи локомотивних бригад і запасом вугілля в тендері локомотива. Відстань між дільничними станціями становила 100—130 км. Після впровадження тяги тепловоза і електрифікації залізниць, дільниці обороту збільшили до 500—800 км для тепловозів і можуть досягати декількох тисяч кілометрів для електровозів, тому багато дільничних станцій втратили своє первинне значення. На подовжених дільницях оборотні локомотиви обслуговують змінні бригади, довжина плечей роботи локомотивних бригад досягає 300 км при тепловозній тязі і 400 км при електротязі. На дільничних станціях виконують зміну локомотивних бригад або локомотивів.
Дільничні станції мають приймально-відправні парки, пасажирські та вантажні пристрої, локомотивне і вагонне господарство.
Локомотивне господарство включає в себе екіпірувальні пристрої, а також, на станціях зі зміною локомотивів, основне або оборотне локомотивне депо.
На коліях приймально-відправних парків проводять технічний та комерційний огляд вагонів вантажних поїздів, а також їх безвідчепний ремонт.
Дільничні та збірні поїзди, розформовують на станції, подають на витяжну колію і розпускають на колії сортувального парку. При значних обсягах переробки для розформування складів можуть використовувати сортувальну гірку. Вагони, прямуючі під вивантаження, подають до вантажного парку або під'їзні колії.